# Браян Дюмулін
Браян Джозеф Дюмулін (англ. Brian Joseph Dumoulin, нар. 6 вересня 1991, Біддефорд) — американський хокеїст, захисник клубу НХЛ «Піттсбург Пінгвінс».
Володар Кубка Стенлі.

## Ігрова кар'єра
Хокейну кар'єру розпочав 2008 року.
2009 року був обраний на драфті НХЛ під 51-м загальним номером командою «Кароліна Гаррікейнс».
Наразі єдиною професійною командою у кар'єрі гравця лишається клуб НХЛ «Піттсбург Пінгвінс».
У 2017 році, граючи за команду «Піттсбург Пінгвінс», став володарем Кубка Стенлі.
Наразі провів 266 матчів у НХЛ, включаючи 54 гри плей-оф Кубка Стенлі.

## Статистика

### Клубні виступи
| Сезон        | Клуб                            | Ліга         | Регулярний сезон | Регулярний сезон | Регулярний сезон | Регулярний сезон | Регулярний сезон | Плей-оф | Плей-оф | Плей-оф | Плей-оф | Плей-оф |
| Сезон        | Клуб                            | Ліга         | І                | Г                | П                | О                | ШХ               | І       | Г       | П       | О       | ШХ      |
| ------------ | ------------------------------- | ------------ | ---------------- | ---------------- | ---------------- | ---------------- | ---------------- | ------- | ------- | ------- | ------- | ------- |
| 2008–09      | «Нью-Гемпшир Юніор Монархс»     | СМХЛ         | 41               | 7                | 23               | 30               | 30               | —       | —       | —       | —       | —       |
| 2009–10      | Бостонський коледж              | СХА          | 42               | 1                | 21               | 22               | 16               | —       | —       | —       | —       | —       |
| 2010–11      | Бостонський коледж              | СХА          | 37               | 3                | 30               | 33               | 6                | —       | —       | —       | —       | —       |
| 2011–12      | Бостонський коледж              | СХА          | 44               | 7                | 21               | 28               | 26               | —       | —       | —       | —       | —       |
| 2012–13      | «Вілкс-Барре/Скрентон Пінгвінс» | АХЛ          | 73               | 6                | 18               | 24               | 18               | 15      | 2       | 6       | 8       | 6       |
| 2013–14      | «Вілкс-Барре/Скрентон Пінгвінс» | АХЛ          | 53               | 5                | 16               | 21               | 21               | 17      | 3       | 9       | 12      | 22      |
| 2013–14      | «Піттсбург Пінгвінс»            | НХЛ          | 6                | 0                | 1                | 1                | 4                | —       | —       | —       | —       | —       |
| 2014–15      | «Вілкс-Барре/Скрентон Пінгвінс» | АХЛ          | 62               | 4                | 29               | 33               | 18               | 6       | 0       | 3       | 3       | 0       |
| 2014–15      | «Піттсбург Пінгвінс»            | НХЛ          | 8                | 1                | 0                | 1                | 2                | 5       | 0       | 0       | 0       | 0       |
| 2015–16      | «Піттсбург Пінгвінс»            | НХЛ          | 79               | 0                | 16               | 16               | 14               | 24      | 2       | 6       | 8       | 2       |
| 2016–17      | «Піттсбург Пінгвінс»            | НХЛ          | 70               | 1                | 14               | 15               | 14               | 25      | 1       | 5       | 6       | 6       |
| 2017–18      | «Піттсбург Пінгвінс»            | НХЛ          | 49               | 3                | 3                | 6                | 12               |         |         |         |         |         |
| Усього в НХЛ | Усього в НХЛ                    | Усього в НХЛ | 212              | 5                | 34               | 39               | 46               | 54      | 3       | 11      | 14      | 8       |

### Збірна
| Рік              | Команда          | Турнір           | Місце            | І | Г | П | О | ШХ |
| ---------------- | ---------------- | ---------------- | ---------------- | - | - | - | - | -- |
| 2011             | США              | МЧС              | 3                | 6 | 0 | 2 | 2 | 2  |
| Молодіжна збірна | Молодіжна збірна | Молодіжна збірна | Молодіжна збірна | 6 | 0 | 2 | 2 | 2  |